# رينغو ستار
السير ريتشارد ستاركي (بالإنجليزية: Richard Starkey)‏ (ولد في 7 يوليو 1940، في ليفربول، إنجلترا)، المعروف باسمه الفني رينغو ستار (بالإنجليزية: Ringo Starr)، هو مغنٍ بريطاني، وكان وطبال فرقة البيتلز. وهو والد زاك ستاركي طبال فرقة أويسس البريطانية.

## الأعمال الموسيقية
- Sentimental Journey (عام 1970)
- Beaucoups of Blues (عام 1970)
- Ringo (عام 1973)
- Goodnight Vienna (عام 1974)
- Ringo's Rotogravure (عام 1976)
- Ringo the 4th (عام 1977)
- Bad Boy (عام 1978)
- Stop and Smell the Roses (عام 1981)
- Old Wave (عام 1983)
- Time Takes Time (عام 1992)
- Vertical Man (عام 1998)
- I Wanna Be Santa Claus (عام 1999)
- Ringo Rama (عام 2003)
- Choose Love (عام 2005)

## وصلات خارجية
- رينغو ستار على موقع IMDb (الإنجليزية)
- رينغو ستار على موقع ميتاكريتيك (الإنجليزية)
- رينغو ستار على موقع الموسوعة البريطانية (الإنجليزية)
- رينغو ستار على موقع مونزينجر (الألمانية)
- رينغو ستار على موقع قاعدة بيانات الأفلام العربية
- رينغو ستار على موقع ألو سيني (الفرنسية)
- رينغو ستار على موقع ميوزك برينز (الإنجليزية)
- رينغو ستار على موقع رولينغ ستون (الإنجليزية)
- رينغو ستار على موقع تيرنر كلاسيك موفيز (الإنجليزية)
- رينغو ستار على موقع أول موفي (الإنجليزية)
- الموقع الرسمي